# فريج الأولمبي
 فريج الأولمبي  أو  فريج الأولمبية و فريج البارالمبية هي تمائم الألعاب الأولمبية والبارالمبية المقرر استضافتها في باريس في فرنسا خلال عام 2024.
تمثل التميمتان القبَّعات الفريجية أحد رموز الثورة والجمهورية الفرنسية، وصممت بصورة مجسمة، أحدها ذات ساق السِّباق لتكون تميمة الألعاب البارالمبية، والأخرى الرسمية للألعاب الأولمبية الصيفية في باريس 2024.

## الاعلان والاسم
أعلن طوني إستانغيه - رئيس الفريق المنظم - في 14 نوفمبر 2022 عن أنَّ التمائم لن تكون حيواناً أو كائنات خيالية، لكنَّها شيء وقال (ترجمة بتصرف): "اخترنا مفهوماً عوضاً عن حيوان، اخترنا القبعة الفريجية لأنها رمز واسع الأثر في الجمهورية الفرنسية. وهي شيء معروف جداً للشعب الفرنسي، إنَّها رمز الحريَّة." وأضاف قائلاً: "حقيقةً، إنَّ وجود التميمة البارالمبية بإعاقة واضحة تبعث أيضاً رسالة قوية: تعزيزاً للاندماج".
تشارك التميمتان رسالة أخرى وهي (ترجمة بتصرف): " وحيدين نسير أسرع لكن سوياً نصل أبعد."

## نبذة تاريخية
تعود القبعة الفريجية إلى إقليم أفروجيا القديم في الأناضول، وكان يرتديها العبيد المحررون في هذا الإقليم، تحولت لاحقاً لتظهر في الأعلام وشعارات النبالة في أمريكا اللاتينية قبل أن تشتهر بسبب الثورة الفرنسية.
وانتقلت إلى فرنسا لترمز إلى الحرّية.

لوحة الحرية تقود الشعب، تظهر بها آلهة الحرية مرتدية القبعة الفريجية

تظهر القبعة الفريجية على رأس آلهة الحرية حاملة العلم في لوحة الحرية تقود الشعب وأيضاً على رأس ماريان الشعار الوطني للجمهورية الفرنسية.

## التصميم
صممت التميمتان بهيئة مثلثية لتشابه القبعات الفريجية مجسمة. مثلت واقيتي الأذن للقبعة ذراعي التميمة، فيما طوي القسم العلوي من القبعة للأمام ليكوِّن الجبهة، وأضيفت العينان والفم والأطراف السفلية.
ألوان العلم الفرنسي الثلاثة موجودة في تصميم الشخصية، حيث أنَّ هذه الشخصية حمراء من الخارج وزرقاء من الداخل، وتحوي شعار الألعاب الأولمبية ضمن خلفية بيضاء على مركزها. صممت أرجل فريج الأولمبي الرئيس بلون أزرق، فيما تكون رجل البارالمبي بيضاء، وأيضاً العينان صممت وفقاً عقدة القبعة ثلاثية الألوان - أحد رموز الجمهورية الفرنسية - الأزرق والأبيض والأحمر (القزحية وبياض العين والحواف على الترتيب)، ولهما شريطتان ثلاثيتا الألوان.
أعلنت اللجنة المنظمة لأولمبياد باريس أنَّ التميمتان عديمتا الجنس، لكن يُشار لهما بالضمير المؤنث (هي) عند الحديث عنهما.

### فريج الأولمبية
فريج الأولمبية ذات مقاس أصغر قليلاً من فريج البارالمبية، وترتدي حذاءً رياضياً أبيض اللون بأربطة ونعال ثلاثية الألوان، وتبتسم مظهرة أسنانها.
كما تتمتع التميمتان بشخصيات افتراضية حسب اللجنة المنظمة، إذ أنَّ فريج الأولمبية ذكيَّة وتُفكِّر بتصرفاتها ومتأنية، إلَّا أنَّ لها جانِبا من المكر والمراوغة، لكنها عاطفيَّة إلى حد كبير.

### فريج البارالمبية
لون حذاء فريج البارالمبي الأيسر أحمر اللون والقدم الأخرى هي شفرة سباق سوداء اللون، فيما تكون فريج البارالمبية مبتسمة دون إظهار أسنانها، تظهر فريج البارالمبية على كرسي متحرك في عدة رياضات مثل كرة المضرب والرماية وكرة السلَّة.
أمَّا فريج البارالمبية فهي ذات شخصية منفتحة وتهوى الحفلات، ومفعمة بالطاقة، كما أنَّها متهورة وتهوى تجربة الأشياء الجديدة.

## الجدل حول التمائم

### مكان التصنيع
ظهر الجدل في مكان تصنيع دمى التمائم في وسائل إعلام فرنسية هامّة مثل صحيفة ليكيب وليزيكو
إذ أُعلن أنَّ 20% فقط من 2 مليون دمية ستصنع في فرنسا في شركتي "دودو وأصدقاؤه" وشركة جيبسي.
بينما ستصنع باقي 80% في الصِّين. أثار كريستوف بيتشو وزير التحول البيئي هذه المشكلة في 15 نوفمبر 2022، راجياً إمكانية "النقل طارئ للإنتاج إلى فرنسا".
وفقاً لآلان جولي -رئيس مجموعة "دودو وأصدقاؤه"- فإنه من المستحيل أن تنتج الدُّمى بالكامل في فرنسا لأن "سوق الدمى أُجبر على الانتقال للخارج بسبب ارتباط الأسعار بكلفة الإنتاج في آسيا." ستباع الدمية المُصنعة في فرنسا، والتي تُقدم على أنَّها ذات الجودة العليا، بسعر يزيد عن 49.90 يورو، مقابل 34.90 يورو لتلك المصنَّعة في الصين.

### أوجه التشابه
سخر بعض المتابعين بسبب التشابه بين شكل التميمة والبظر، فيما غضب وتحمَّس البعض الآخر من هذا الأمر. هذا التشابه لم يغب عن مبدعيهم، دون أن يرون في ذلك مشكلة، ولكنها لم تذكر رسميًا.
من الناحية السياسية، شبَّه العديد تميمة فريج بالشعار الأول لحزب التجمع من أجل الجمهورية.